# گروه بیمه اری
گروه بیمه اری (انگلیسی: Erie Insurance Group) شرکت بیمه آمریکایی است، که در سال ۱۹۲۵ تأسیس شد. دفتر مرکزی بیمه ایری در ایری، پنسیلوانیا قرار دارد.